# Vụ đắm tàu Dalniy Vostok
Tàu đánh cá của Nga, Dal'nij Vostok ([ˈdɑlʲnʲɪj vɐsˈtok]; Russian, Дальний Восток; "The Far East"), bị chìm vào ngày 1 tháng 4 năm 2015 (2 tháng 4 theo giờ Việt Nam) trên Biển Okhotsk thuộc vùng Viễn Đông của Nga. Vụ tai nạn xảy ra vào thời điểm nước biển tại đây bị đóng băng, với nhiệt độ ở mức 0 độ C và nước biển dâng cao. Địa điểm xảy ra vụ tai nạn nằm cách Krutogorovsky khoảng 330 km (183 nm) về phía tây.
Trên tàu có 132 thành viên thủy thủ đoàn, trong đó có 78 người Nga, 42 người Myanmar, 5 người Vanuatu, 3 người Latvia và 4 người Ukraine. Trong vụ đắm tàu, 56 người được xác nhận đã chết, 63 người đã được cứu sống và 13 người mất tích.. Các hoạt động tìm kiếm cứu nạn đã được triển khai nhằm cứu hộ những người còn sống.
Mặc dù nỗ lực tìm kiếm cứu nạn vẫn tiếp tục diễn ra vào ngày 3 tháng 3, nhưng các cơ quan thông tấn TASS thông báo đã tìm thấy 13 người mất tích trong phòng động cơ và rằng tất cả những người sống sót đã được cứu thoát. Chính phủ Nga đã tuyên bố rằng gia đình của các nạn nhân đã thiệt mạng trong vụ đắm tàu sẽ được nhận 1 triệu rub từ các cơ quan nhà nước.
Tàu đánh cá Dal'nij Vostok có chiều dài 104 mét, nặng 5.700 tấn. Con tàu này được chế tạo vào năm 1989. Trước đây nó được biết đến là "Stende" và hoạt động ở quần đảo Canaria cho đến khi được công ty Magella LLC mua lại vào năm 2014. Con tàu có giá trị ước tính khoảng 30 triệu USD.